# مازک
شهر مزک (به فرانسوی: Maaseik) در شهرستان مزک  در استان لمبورگ  در منطقه فلاندری در کشور بلژیک واقع شده‌است.

## نگارخانه

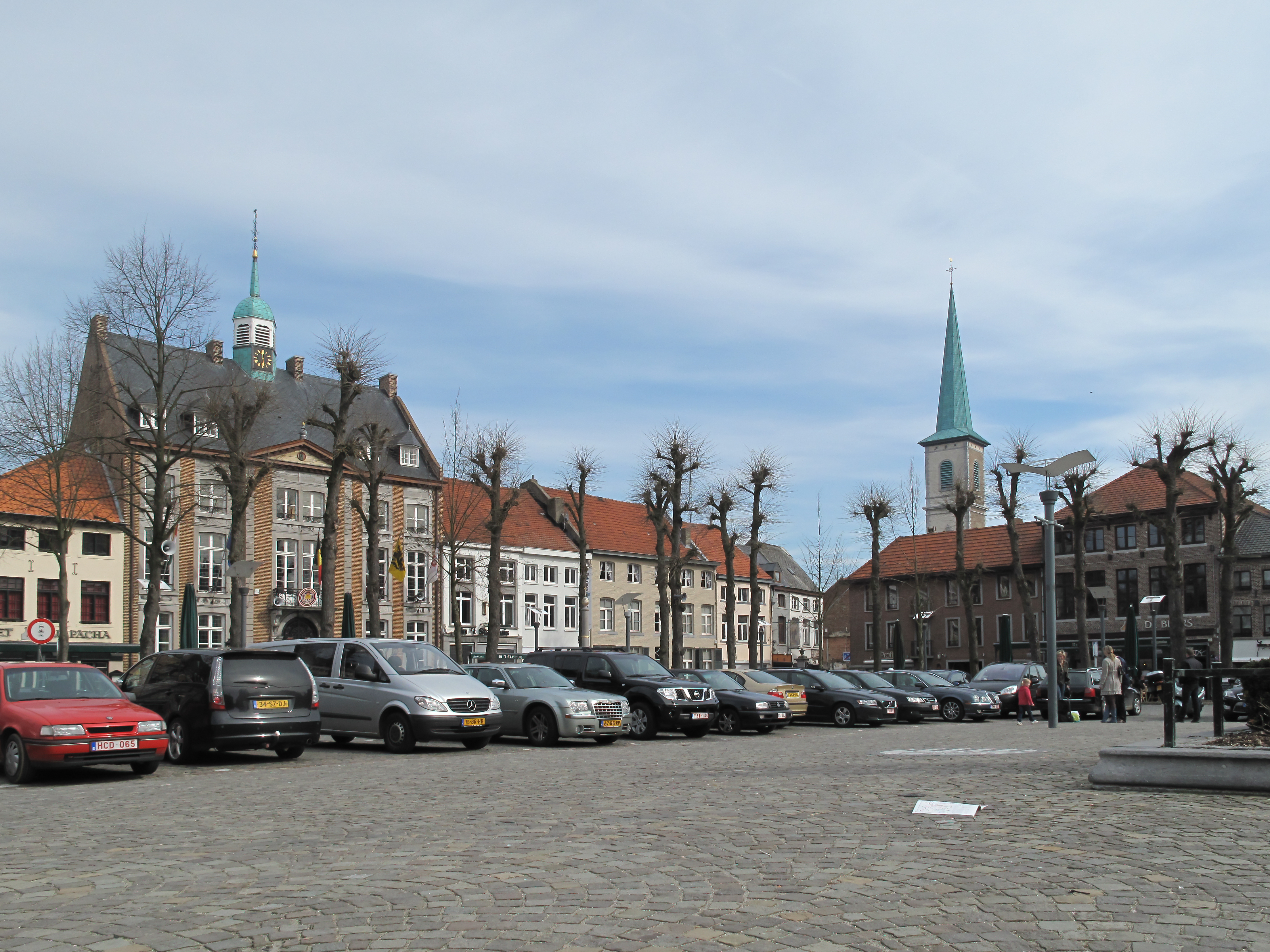
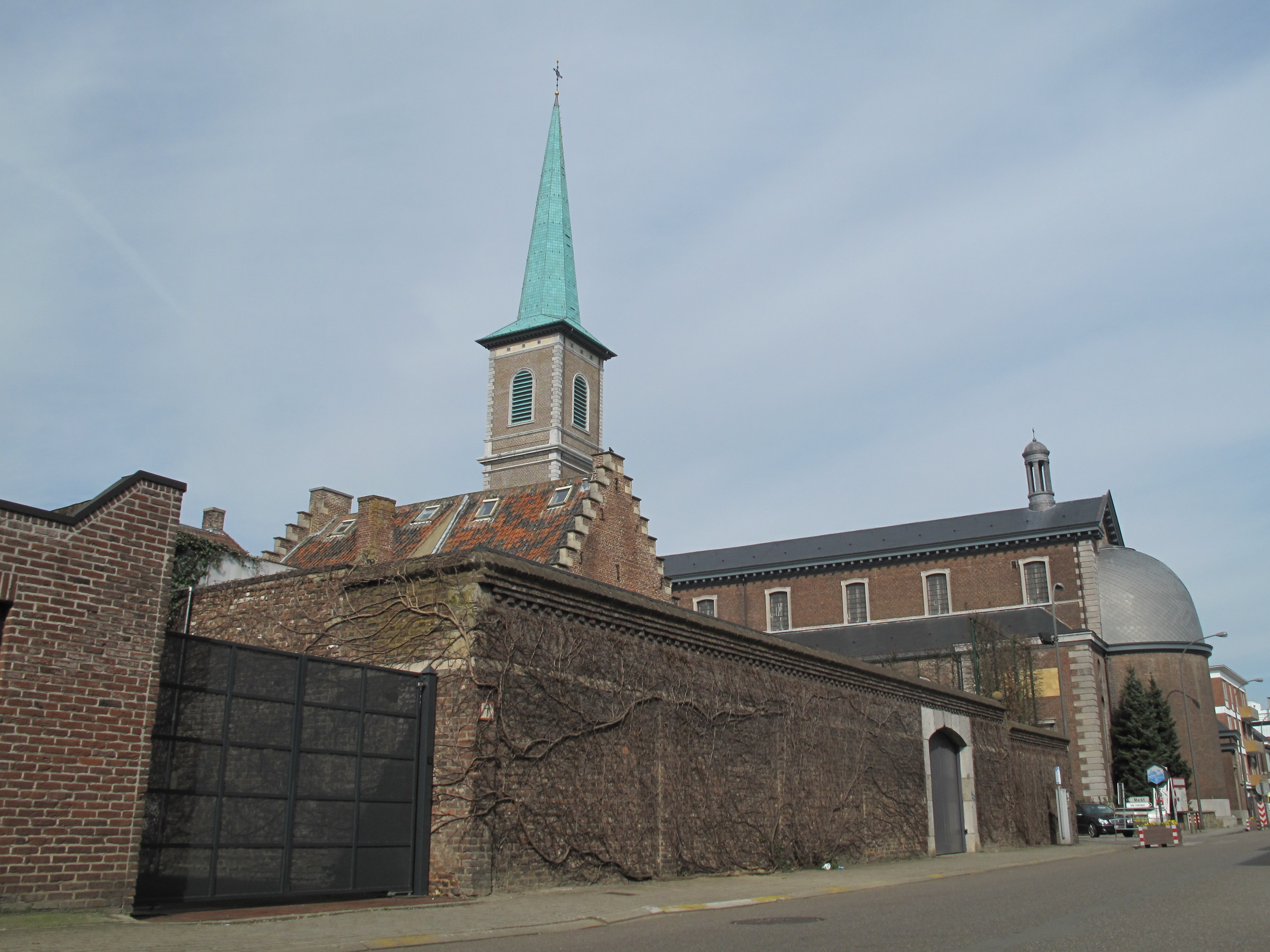